# Матијас Сандорф
Матијас Сандорф (фр. Mathias Sandorf) авантуристички је роман Жила Верна из 1885. године. Током 1885. објављиван је у наставцима у новинама Le Temps. У њему се Верн вешто служи са многим стварима које је користио у својим претходним делима: острва, криптограми, неочекивано откривање идентитета, технички унапређене направе, и усамљени лик који жуди за осветом. Роман је посветио Александру Дими Оцу надајући се да ће Матијас Сандорф достићи славу романа Гроф Монте Кристо.

## Кратак опис

### Први део
Године 1867. у Трсту, двојица ситних криминалаца, Саркани и Зироне су ухватила голуба писмоношу. Порука коју је голуб носио била је шифрована а двојица криминалаца су решила да голуба пусте са торња катедрале и да прате његов лет. Голуб је слетео у кућу грофа Ладислава Затмара. Гроф Ладислав Затмар и његов пријатељ професор Иштван Батори заједно са грофом Матијасом Сандорфом ковали су планове за организовање преврата у Мађарској којим ће она повратити своју независност. Двојица криминалаца сумњају да се у поруци крије нека важна ствар и да особе које се састају код грофа Ладислава Затмара смерају нешто против аустријске власти. Саркани одлази код Силаса Торонтала, угледног банкара и финансијског шпекуланта, с циљем да финансира његов план разоткривања могућих завереника. Силас Торонтал га прво одбацује али на Сарканијево инсистирање прихвата да му помогне, јер њихов циљ није да помогну аустријској власти него да се домогну имовине грофа Сандорфа у Трансилванији. Захваљујући томе што је Силас Торонтал био у добрим односима са Ладиславом Затмаром, Саркани је могао да борави грофовој кући као његов рачуновођа. Тамо је Саркани успео да пронађе решетку помоћу које је дешифровао поруку у којој је писало да је све спремно за устанак за независност Мађарске. Силас Торонтал је обавестио полицију која је упала у кућу и привела тројицу завереника заједно са Сарканијем. Завереницима је суђено у тврђави у граду Пазину. Проглашени су кривима за велеиздају и осуђени на смртну казну. Казна је требало да се обави у року од четрдесет осам часова. Током боравка у ћелији тројицу пријатеља је највише мучила недоумица око тога ко их је пријавио полицији. Гроф Сандорф је успео да чује говор двојице мушкараца у ходнику на основу кога је закључио да иза свега стоје Саркани и Торонтал. Након тог сазнања обузео га је гнев и жеља за осветом. Осуђеници су решили да покушају да побегну тако што ће пресећи решетке на прозору ћелије и помоћу проводника громобрана спустити се низ зидине торња у ком су били заточени. Решетке су пресекли помоћу гвоздене траке коју су откинули од кревета. Затим су почели да излазе кроз отвор, међутим, након што су Матијас Сандорф и Иштван Батори изашли напоље затворски чувари су упали у ћелију, па Ладислав Затмар није могао да побегне. Сандорф и Батори су се недуго затим нашли у реци Фојбе. У потрази за уточиштем наишли су на патролу жандарма која их је тражила и испитивала локалне мештане о бегунцима. Жандарми их нису открили а Сандорф и Батори су сазнали да је за њима расписана награда од пет хиљада форинти. Док су бежали од полиције њих је спазио Карпена, локални рибар пореклом из Шпаније. Недуго затим двојица бегунаца су дошли у кућу Андрее Ферата. Он је био вољан да им помогне међутим, Карпена је сазнао да су бегунци код њега и довео је полицију. Током покушаја бега Батори је рањен у раме и није могао да иде даље док је Сандорф скочио у воду и умакао потери. Неколико дана касније Иштван Батори и Ладислав Затмар су стрељани а Андреа Ферато је одведен у затвор.

### Други део
У другом делу радња романа се помера за петнаест година у будућност. У Далмацији тачније у Дубровнику појављује се мистериозни доктор Антекирт. Тамо упознаје Пескада и Матифуа, двојицу француских акробата, које запошљава на свом броду. У Дубровнику живи удовица Иштвана Баторија, са сином Петером и слугом Бориком. Доктор Антекирт ступа у контакт са Баторијевом удовицом и упознаје је са догађајима од пре петнаест година. Петер Батори предочава доктору Антекирту да је заљубљен у девојку из имућне породице. У Дубровнику живи и Силас Торонтал са супругом и ћерком Савом, у коју је Петер заљубљен. Услед финансијских проблема Саркани је одлучио да дође у Дубровник и да се венча са Торонталовом ћерком. Петер бива рањен ножем у груди а тај догађај је приказан као покушај самоубиства. Петер наизглед умире али у ствари бива хипнотисан. Овај догађај је тешко погодио његову мајку и Саву. Након Петерове сахране доктор Антекирт, Пескад и Матифу ваде његов леш и оживљавају га тј. поништавају дејство хипнозе. 

### Трећи део
Петер сада бива пребачен на непознато острву у јужном Средоземљу, близу обала Либије које припада доктору Антекирту. Тамо га доктор упознаје са догађајима из прошлости, говори му завери коју је ковао заједно са његовим оцем, бегу од полиције и шта је све радио током претходним петнаест година. Открива му и свој прави идентитет, грофа Матијаса Сандорфа. Гроф Сандорф је након бега отишао у Турску у Измир, где је осам година радио као лекар. С обзиром да је био веома познат на Блиском истоку његове услуге је затражио Фаз-Рат, веома имућан човек. Иако му је нудио половину свога богатства јер га је излечио гроф Сандорф није хтео то да прихвати. Три године доцније Фаз-Рат је погинуо у лову а пошто није имао ни рођака ни непосредних потомака своје големо богатство оставио је Матијасу Сандорфу. Са добијеним новцем он је купио острво у заливу Велики Сирт на ком је основао колонију. Петер му саопштава да он није покушао да изврши самоубиство већ да га је ножем убо Саркани. За то време госпођа Батори је отишла из Дубровника заједно са Бориком, док је госпођа Торонтал била тешко болесна. Пре него што ће умрети послала је једно писмо и рекла је Сави да јој она није мајка и да јој Силас Торонтал није отац. Сава саопштава Силасу да га не сматра својим оцем. Пловећи до Малте на једном од својих бродова доктор Антекирт у невремену спасава једног рибара, Луиђија Ферата, сина Андрее Ферата. На Малти је живела Луђијева сестра Марија која је спазила Карпену. Пескад добија задатак да се убаци међу криминалце које Карпена окупља за Зиронеову банду која делује на Сицилији. Пескад се Карпени и Зиронеу представља као Пескадор и предлаже им да опљачкају доктора Антекирта. До сукоба између Зиронеове банде и дружине предвођене Матијасом Сандорфом долази у енглеској колиби на брду код вулкана Етна. Тамо Зироне гине а Карпена бива ухапшен и одведен на одслужење казне у Сеуту.

### Четврти део
Матијас Сандорф сада намерава да Карпену извади из затвора, што и чини помоћу хипнозе. Пескад и Матифу у Монте Карлу киднапују Силаса Торонтала, па је од оних којима је Матијас Сандорф намеравао да се освети недостајао само Саркани. Зато он покушава да сазна од Силаса Торонтала где је Саркани. На острво му стиже писмо које је послао слуга госпође Батори, Борик, у ком моли да јој доктор Антекирт помогне. Он одлази у Тунис, тачније у Картагену, где проналази госпођу Батори која је скренула с ума и која није у стању да препозна свог сина. Проценивши да само велики шок може да јој поврати разум, одвели су је на гробље где се појавио њен син. Након тог догађаја госпођа Батори даје писмо из кога се сазнаје да је Сава Торонтал ћерка грофа Матијаса Сандорфа. 

### Пети део
Сада доктор Антекирт одлучује да натера Силаса Торонтала да му саопшти где се налази Сава. Он им саопштава да се Сава налази у Тетуану, у кући Намире, Сарканијеве помагачице. Доктор Антекирт и дружина бродом одлазе у Тетуан, где проналазе Намирину кућу али без особе коју су тражили. Тамо сазнају да је Сава караваном одведена у Триполи. Пескад спасава Саву из куће у којој је била заточена. Током припрема за венчање на Антекирти велика група арапских разбојника покушава да заузме острво. Том приликом Саркани бива заробљен. Он заједно са Силасом Торонталом и Карпеном бива одведен на једно омање острво у близини Антекирте које је минирано. Нехотице неко од тројице заробљеника активира експлозив и њих тројица гину. Сава и Петер се венчавају а сви пријатељи Матијаса Сандорфа остају да живе на острву.